# Cochlospermaceae
Cochlospermaceae é uma família de plantas angiospérmicas (plantas com flor - divisão Magnoliophyta), pertencente à ordem Malvales.
A ordem à qual pertence esta família está por sua vez incluida na classe Magnoliopsida (Dicotiledóneas): desenvolvem portanto embriões com dois ou mais cotilédones.
A família consiste numa vintena de espécies repartidas em 2 géneros:
- Amoreuxia, Cochlospermum.

São plantas arbóreas de pequeno porte ou arbustivas, algumas delas adaptadas a zonas áridas. Distribuem-se sobretudo pelas regiões tropicais.
A classificação segundo o Sistema de Cronquist inclui esta família nas Bixaceae.